# George Townshend
Pour les articles homonymes, voir Townshend.
George Townshend, 1er marquis Townshend (28 février 1724 - 14 septembre 1807) est un homme politique, militaire et pair britannique.

## Biographie

### Vie privée
Il est le fils de Charles Townshend, 3e vicomte Townshend (1700-1764) et d'Audrey Etheldreda Harrison (1755-1802).
Il est le petit-fils de Charles Townshend, 2e vicomte Townshend, qui a été à la tête du gouvernement britannique de 1721 à 1730.
Il est titré baron Lynn entre 1738 et 1764.

### Vie publique

#### Carrière
Il sert comme brigadier en Nouvelle-France durant la guerre de Sept Ans, sous les ordres du général James Wolfe. Quand ce dernier meurt et que son second, dans l'ordre de commandement, Robert Monckton, est blessé, Townshend prend le commandement des forces britanniques durant le siège de Québec. Il reçoit la reddition de la ville le 18 septembre 1759. Cependant, il traite le général avec grand mépris et est durement critiqué, pour cette raison, lors de son retour en Grande-Bretagne, car Wolfe est un héros populaire dans tout le pays. Néanmoins, il est promu major général le 6 mars 1761 et combat à la bataille de Villinghausen. Il sert comme Lord Lieutenant d'Irlande de 1767 à 1772. Le 2 février 1773, il se bat en duel avec Charles Coote, premier comte de Bellomont, le blessant grièvement d'une balle dans l'aine.
En 1779, le gouverneur Richard Edwards commence la construction du Fort Townshend, baptisé du nom de George Townshend, qui est alors Maître-général de l'artillerie (1772–1782 et 1783–1784) et responsable de la construction des fortifications. Ce fort comporte la Chambre du Gouvernement de Terre-Neuve et du Labrador. Townshend est promu au grade de général en 1782 et élevé au marquisat en 1787. Il devient feld maréchal le 30 juillet 1796.
Une tragédie endeuille sa famille en mai de la même année : son fils, Charles, venait juste d'être élu député de Great Yarmouth et avait pris la route de Londres avec son frère, Frederick, recteur de Stiffkey. Pendant le voyage, Frederick tue de manière inexplicable son frère d'un coup de pistolet dans la tête. Finalement, il est déclaré aliéné mental.
George Townshend devient membre de la Royal Society le 15 février 1781.

#### Pionnier de la caricature
Townshend laisse plusieurs caricatures de Wolfe,, « cruellement habiles, qui en disent long sur leurs rapports ».
Il est reconnu comme le premier caricaturiste politique au Canada ; en son honneur, l'Association des caricaturistes canadiens (en) décerne des Townsie Awards.

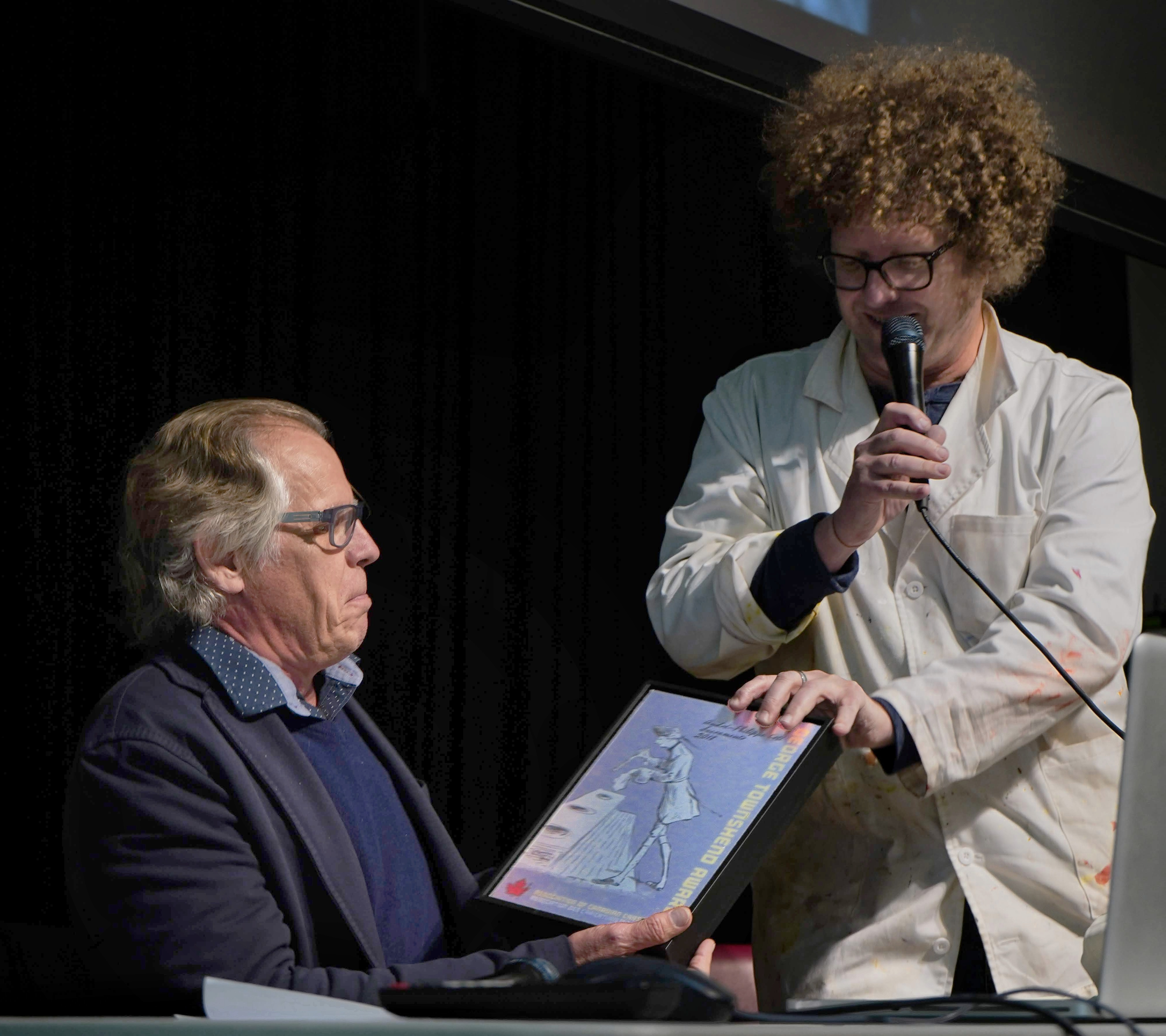
André-Philippe Côté reçoit un George Townshend (Townsie) Award, que lui remet Wes Tyrell, président de l'Association des caricaturistes canadiens lors de l'événement 1001 visages de la caricature en 2018.

## Famille
Il épouse en premières noces, le 19 décembre 1751, Charlotte Compton, 16e baronne Ferrers de Chartley et 7e baronne Compton (1717-1770), fille de James Compton, 5e comte de Northampton et d'Elizabeth Shirley, 15e baronne Ferrers de Chartley. Ils ont huit enfants.
- George Townshend, 2e marquis Townshend (18 avril 1753 - 27 juillet 1811) épouse Charlotte Mainwaring-Ellerker (1755 - 2 février 1802), dont descendance ;
- Caroline Townsend, célibataire, sans enfants ;
- Charlotte Townshend (1756 - 16 décembre 1757), célibataire, sans enfants ;
- John Townshend (19 janvier 1757 - 23 février 1833) épouse Georgiana Ann Poyntz (21 avril 1763 - 4 mai 1851), dont descendance ;
- Frances Townsend, célibataire, sans enfants ;
- Elizabeth Townshend (août 1766 - 21 mars 1811) épouse William Loftus (7 février 1752 - 15 juillet 1831), dont descendance ;
- Frederick Patrick Townshend (30 décembre 1767 - 18 janvier 1836), célibataire, sans enfants ;
- Charles Patrick Thomas Townshend (6 janvier 1769 - 27 mai 1796), célibataire, sans enfants.

Il épouse en secondes noces, le 19 mai 1773, Anne Montgomery (1752-1819), fille de William Montgomery, 1er baronnet de Magbie Hill et d'Hannah Tomkyns. Ils ont six enfants.
- Anne Townshend (1er février 1775 - 29 novembre 1826) épouse Harrington Hudson (1772 - 9 décembre 1826), dont descendance ;
- Charlotte Townshend (19 mars 1776 - 29 novembre 1826) épouse George Osborne, 6e duc de Leeds (21 juillet 1775 - 10 juillet 1838), dont descendance ;
- Hannah Maria Townshend (6 juillet 1777 - 6 mai 1826), célibataire, sans enfants ;
- William Townshend (5 septembre 1778 - 1794), célibataire, sans enfants ;
- Henrietta Townshend (20 avril 1782 - 9 novembre 1848) épouse William de Blaquiere, 3e Lord de Blaquiere (27 janvier 1778 - 12 novembre 1851), dont descendance ;
- James Nugent Boyle Bernardo Townshend (11 septembre 1785 - 28 juin 1842) épouse Elizabeth Wallis (1794 - 15 juillet 1873), dont descendance.